# 阮慶瀾
阮庆澜（1880年—1949年），字药波，后改字春波，河南商城县人，中国民主革命家，中华民国政治人物、法学家。

## 生平
阮庆澜于1902年以《美国总统华盛顿论》一文等，考取河南官费留学日本。此后他留学日本七年，先入东京弘文学院学习日文，后来考入东京的法政大学。1905年7月13日下午，中国留学生在东京麴町区富士见楼举行欢迎孙文大会，大会由宋教仁主持，孙文首先发表演讲，阮庆澜随后代表留学生致词。因为阮庆澜生在豫皖边境，所以讲话口音接近皖北方言，故陈天华撰《记东京留学生欢迎孙君逸仙事》一文将他误记为“安徽某君”。1905年8月，中国同盟会在东京成立，阮庆澜成为河南留学生支部较早加入的会员。
中华民国元年（1912年），他和刘积学、陈景南、孙钟被河南省选为北京临时参议院议员。此后，阮庆澜还在北京、天津的几家大学担任法学教授，并兼任国务院法制局参事。
1949年，阮庆澜逝世。